# Barathea

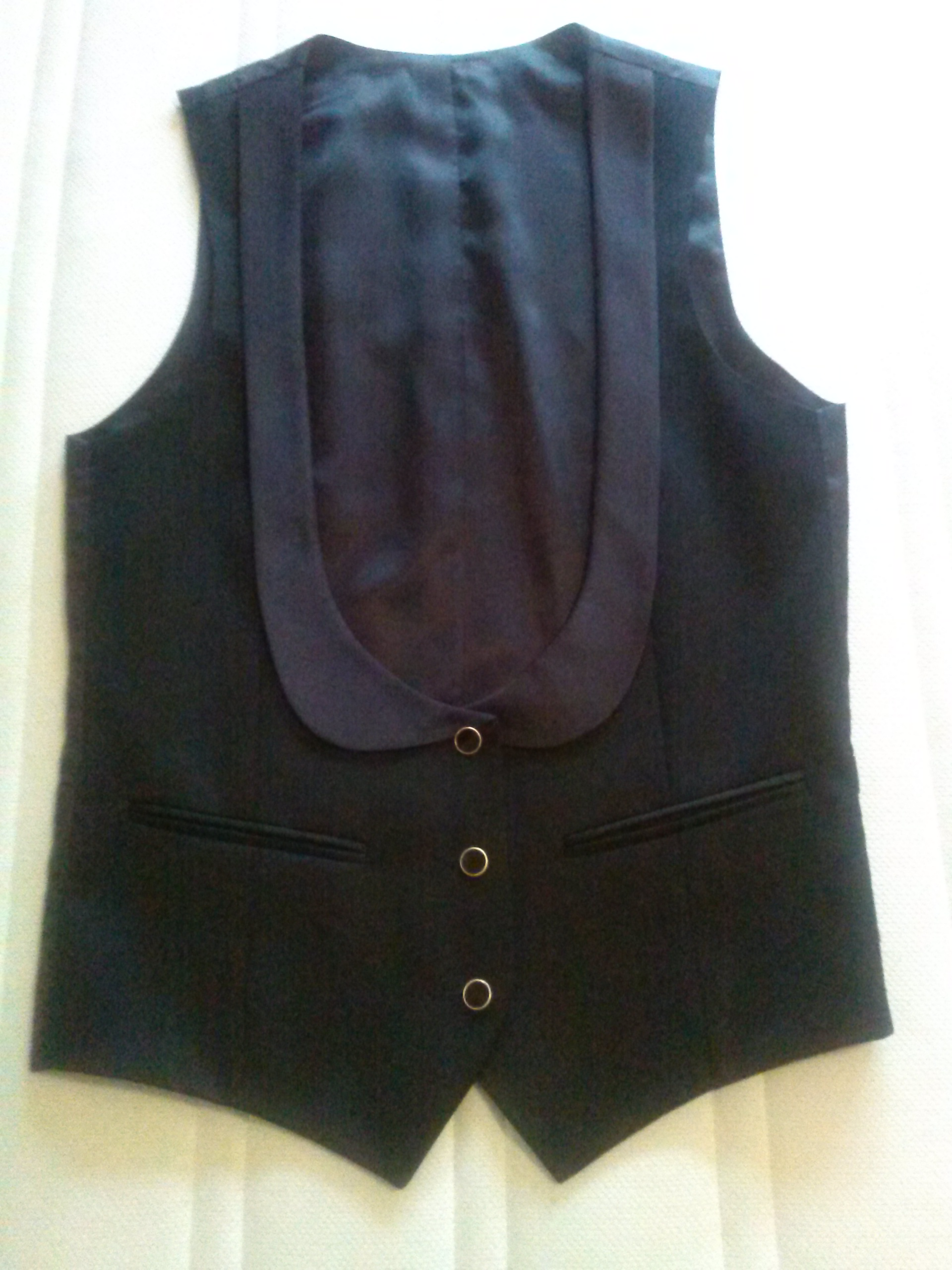
Chaleco de vestir de barathea lana con cuello y forro de seda.

Barathea, a veces deletreado barrathea, es una tela suave, con un tejido de sarga hopsack que le da una superficie ligeramente rugosa o acanalada. Los hilos utilizados comprenden varias combinaciones de lana, seda y algodón. La barathea peinada (hecha con un hilo de lana suave) se usa a menudo para los abrigos de noche, como los abrigos de vestir, los esmoquin y los uniformes militares, en negro y azul oscuro. La barathea de seda, ya sea completamente de seda o con trama de algodón y urdimbre de seda, se usa ampliamente en la industria de las corbatas.